# NGC 7489
NGC 7489 este o galaxie spirală situată în constelația Pegas. A fost descoperită în 14 septembrie 1863 de către William Lassell. Se află la o distanță de 70,47 de megaparseci de Pământ.